# جامعة الخدمات المنظمة للعلوم الصحية
جامعة القوات المسلحة للعلوم الصحية كلية ف. إدورد هيبرت للطب (بالإنجليزية: Uniformed Services University of the Health Sciences F. Edward Hebert School of Medicine)‏ هي إحدى الكليات لتدريس الطب في الولايات المتحدة الأمريكية. تقع في مدينة بيثيسدا في ولاية ماريلاند الأمريكية. نوع الشهادة الطبية التي يتم تحصيلها هناك هي MD.